# Lineamenta
Um documento Lineamenta é um texto escrito em preparação para a convocação de uma assembleia especial de bispos, antes de acontecer um sínodo. Intenta encorajar os bispos a convidar todos na Igreja a participar para que eles possam discutir e fazer um inventário pastoral.